# Register (Windows)
Het register is een database in het besturingssysteem Windows, waarin instellingen worden opgeslagen van zowel het besturingssysteem zelf, applicaties, gebruikers en apparaten.
De bestandsassociaties, die bepalen welk programma wordt uitgevoerd om een bestand te openen, zijn bijvoorbeeld terug te vinden in het register.

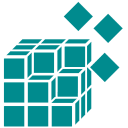
Het programma regedit, waarmee in Windows het register ingezien en bewerkt kan worden

## Structuur

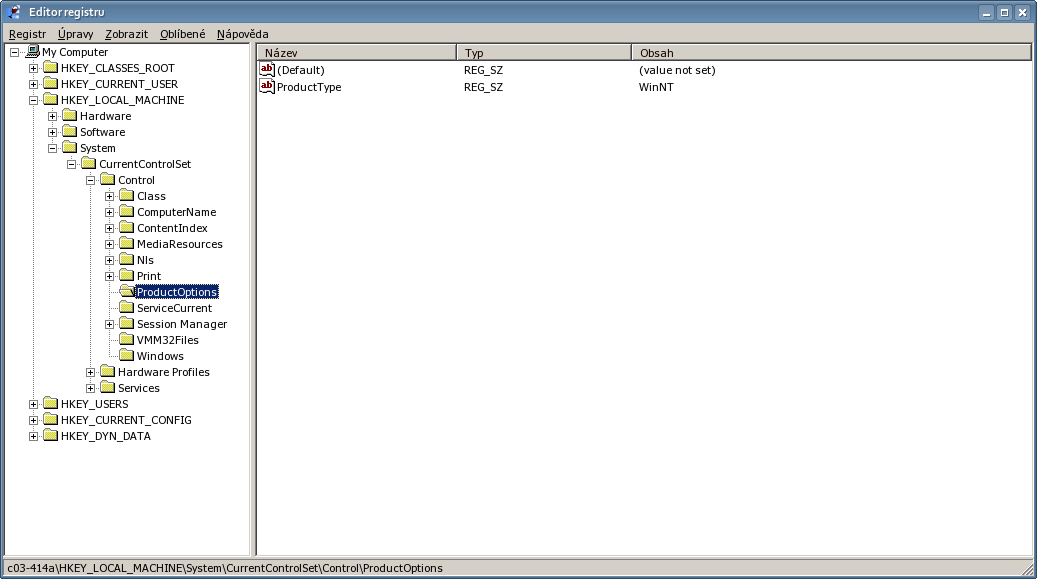
Screenshot van registeropbouw, geopend in het programma Regedit

Het register is opgedeeld in zes secties, "Hives" genaamd, en heeft per sectie een boomstructuur. Elke sectie begint met HKEY, hetgeen staat voor "HandleKEY".
Een hive of gedeelte van een hive kan worden opgeslagen ("geëxporteerd") in de ongewijzigde opmaak. Dit heet een Registry Hive file. In de Nederlandse versie van de Register editor is het Registercomponentbestand.
De indeling lijkt op de mappenstructuur, als in de Verkenner, maar de benamingen zijn anders.
| Benaming in Register | Benaming in Register | Benaming in mappenstructuur | Benaming in mappenstructuur |
| NL                   | Eng                  | NL                          | Eng                         |
| -------------------- | -------------------- | --------------------------- | --------------------------- |
| Sleutel              | Key                  | Map                         | Folder                      |
| Waarde               | Value                | Bestand                     | File                        |
| Gegevens             | Data                 | Inhoud van bestand          |                             |

| Hive                | Afkorting | Gelijk aan                                                        |
| ------------------- | --------- | ----------------------------------------------------------------- |
| HKEY_CLASSES_ROOT   | HKCR      | HKLM \ Software \ Classes                                         |
| HKEY_CURRENT_USER   | KHCU      | HKU \ S-1-5-21....                                                |
| HKEY_LOCAL_MACHINE  | HKLM      |                                                                   |
| HKEY_USERS          | HKU       |                                                                   |
| HKEY_CURRENT_CONFIG | HKCC      | HKLM \ System \ CurrentControlSet \ Hardware Profiles \ Current \ |
| HKEY_DYN_DATA       |           |                                                                   |

## Opslag
Het register wordt in verschillende bestanden opgeslagen. Per besturingssysteem verschilt dit.

### Windows NT, 2000, 2003, & XP
Onderstaande bestanden worden opgeslagen in: \WINNT\System32\Config\:
- Sam
- Security
- Software
- System
- Default
- Userdiff
- NTUSER.dat

### Windows 95 & 98
Onderstaande bestanden worden opgeslagen in: \Windows:
- User.dat
- System.dat

### Windows Me
Onderstaande bestanden worden opgeslagen in: \Windows:
- User.dat
- System.dat
- Classes.dat

### Windows 3.11
Onderstaand bestand wordt opgeslagen in: \Windows:
- Reg.dat

## Voorbeelden van registersleutels
De volgende sleutels zijn enkele instellingen van het besturingssysteem en kunnen worden aangepast:
- HKLM\Software\Microsoft\Windows\CurrentVersion\Run Op deze plaats kunnen verwijzingen naar bestanden worden gemaakt. Deze bestanden worden dan uitgevoerd nadat een gebruiker inlogt.
- HKLM\Software\Microsoft\Windows\CurrentVersion\RunOnce Idem, alleen wordt in dit geval het commando eenmalig uitgevoerd na het inloggen. Na het inloggen verdwijnt het commando uit de lijst.

Het gaat hier om enkele voorbeelden; het register bestaat doorgaans uit honderdduizenden sleutels en het zou te ver gaan ze hier allemaal te benoemen. Daarnaast maken op het besturingssysteem geïnstalleerde programma's zelf sleutels aan. Aanpassingen aan het register dienen altijd met zorg te worden uitgevoerd. Aanpassingen kunnen, indien de gebruiker onbekend is met het register, desastreuze gevolgen hebben voor de werking van programma's en het besturingssysteem.
```
 
Windows Registry Editor Version 5.00

 

 
[
HKEY_LOCAL_MACHINE
\SYSTEM\CurrentControlSet\Control\Keyboard Layout]

 
"Scancode Map"
=
hex
:
00,00,00,00,00,00,00,00,02,00,00,00,1d,00,3a,00,00,00,00,00

```